# Station Osaki

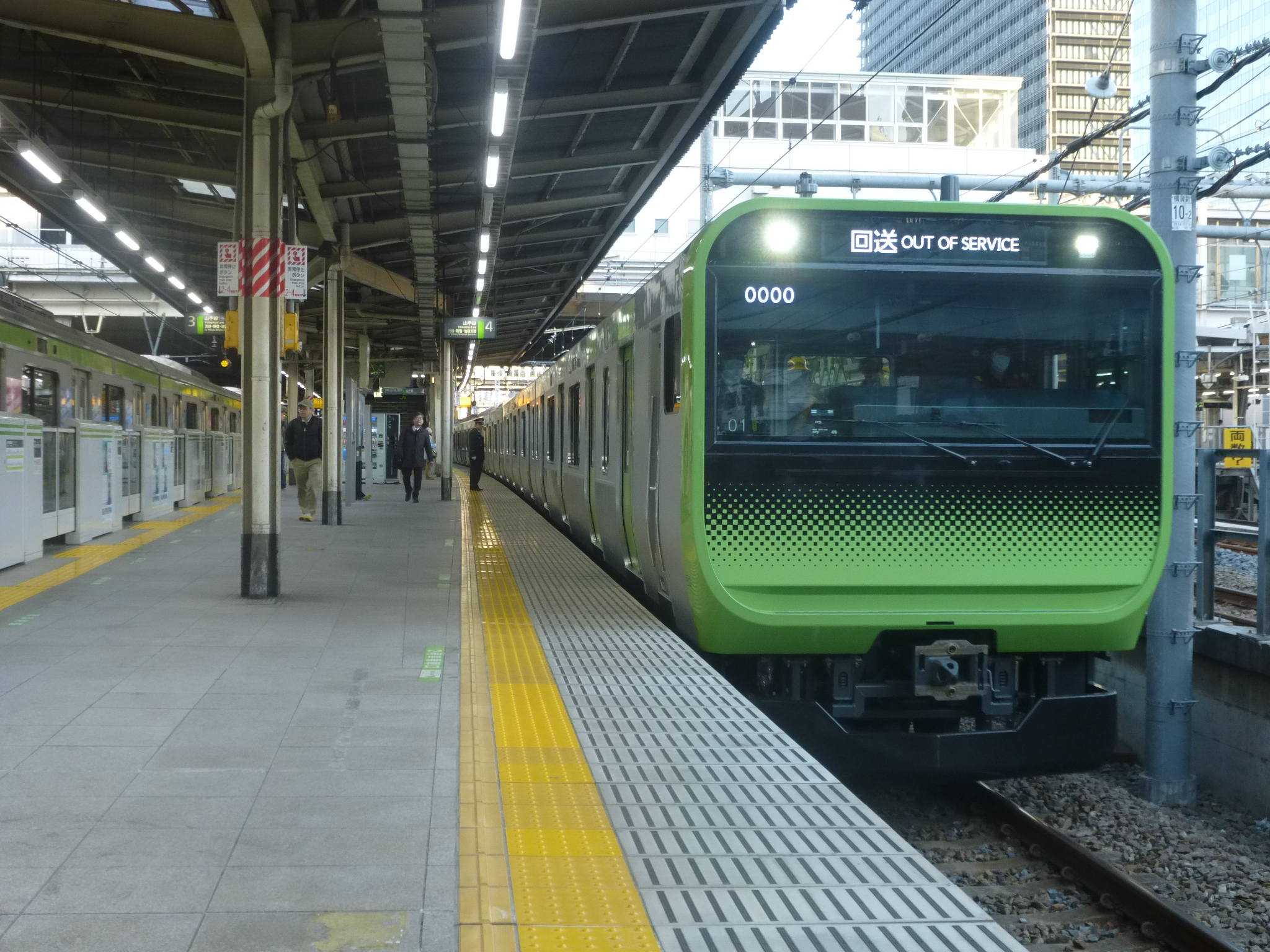
Jreast e235 serie op station Ōsaki

Station Ōsaki  (大崎駅, Ōsaki-eki) is een treinstation in de speciale wijk Shinagawa in Tokio. Het is een van de stations waar de treinen op de Yamanote-lijn ingezet worden en uit de dienst genomen worden. Daarom heeft het vier sporen (twee in elke richting) om ervoor te zorgen dat er geen problemen zijn met aankomende treinen (treinen rijden verschillende rondes op de Yamanote-lijn voordat ze buiten dienst gehaald worden).

## Geschiedenis
Het station werd op 25 februari 1901 geopend als een station van Nippon Railway, die werd genationaliseerd in 1906. Na een eeuw in dienst zijn van de Yamanote-lijn, werden er op 1 december 2002 nieuwe perrons voor de Saikyō-lijn, de Rinkai-lijn en de Shonan-Shinjuku-lijn geopend aan de westkant van het station.

## Lijnen
- JR East
  - Saikyō-lijn
  - Shonan-Shinjuku-lijn
  - Yamanote-lijn
- Tōkyō Rinkai Kōsoku Tetsudō
  - Rinkai-lijn

## Perrons
| 1・2       | ■Yamanote-lijn        | Station Shinagawa • Station Tokio • Station Ueno                                              |
| 3・4       | ■Yamanote-lijn        | Station Shibuya • Station Shinjuku • Station Ikebukuro                                        |
| 5          | ■Shonan-Shinjuku-lijn | (verbonden met de Tōkaidō-lijn) Yokohama • Ōfuna • Odawara • Hiratsuka                        |
| 5          | ■Shonan-Shinjuku-lijn | (verbonden met de Yokosuka-lijn) Nishi-Ōi • Shin-Kawasaki • Yokohama • Ōfuna • Zushi          |
| 5・6・7・8 | ■Rinkai-lijn          | Tennōzu Isle • Shin-Kiba                                                                      |
| 5・6・7・8 | ■Saikyō-lijn          | Shinjuku • Ikebukuro • Kawagoe • Ōmiya                                                        |
| 8          | ■Shonan-Shinjuku-lijn | (verbonden met de Utsunomiya-lijn) Shinjuku • Ikebukuro • Akabane • Ōmiya • Utsunomiya        |
| 8          | ■Shonan-Shinjuku-lijn | (verbonden met de Takasaki-lijn) Shinjuku • Ikebukuro • Akabane • Ōmiya • Kumagaya • Takasaki |